# Mamokgethi Phakeng
Rosina Mamokgethi Phakeng (née Mmutlana; 1 de novembro de 1966) é uma matemática sul-africana, professora de educação matemática. Em 2018 tornou-se vice-reitora da Universidade da Cidade do Cabo (UCT).
Foi palestrante convidada do Congresso Internacional de Matemáticos no Rio de Janeiro (2018).